# Moa Gammel
Moa Tuva Amanda Gammel, (nacida el 6 de octubre de 1980) es una actriz sueca.

## Carrera
Hizo su debut actoral en 1996 en la película de Mikael Håfström Skuggornas hus y luego actuó en la telenovela Vita lögner en TV3. Su gran avance se produjo en la película de 2006 de Johan Brisinger llamada Underbara Älskade. También tuvo papeles en Sommaren med Göran en 2009 junto a David Hellenius. En 2015, tuvo un papel principal en la serie dramática Jordskott.

## Filmografía

### Películas
- 1999: Sherdil
- 2003: Jesus från Hökarängen
- 2005: Barn av vår tid
- 2006: Underbara älskade
- 2007: Beck – Det tysta skriket
- 2007: Teater Pseudo - Sex
- 2007: Pyramiden
- 2007: Ungdomens förfarare
- 2008: Pälsen
- 2009: Sommaren med Göran
- 2010: A-kassekungen
- 2010: Att sträcka ut en hand
- 2010: Juni
- 2010: Lapland Odyssey
- 2010: Puss
- 2011: Umeå4ever
- 2012: Prime Time
- 2013: Hemma
- 2014: Kärlek deluxe
- 2014: Tommy
- 2020: Breaking Surface

### Series de TV
- 1994: Bullen
- 1995: Du bestämmer
- 1996: Skuggornas hus
- 2000–2001: Vita lögner
- 2000: Pusselbitar
- 2000: Labyrinten
- 2000: Brottsvåg
- 2007: Ett gott parti
- 2008: Oskyldigt dömd
- 2009: Livet i Fagervik
- 2011: Irene Huss series
  - Irene Huss: En man med litet ansikte
  - Irene Huss: Den som vakar i mörkret
  - Irene Huss: Det lömska nätet
  - Irene Huss: I skydd av skuggorna
  - Irene Huss: Jagat vittne
  - Irene Huss: Tystnadens cirkel
- 2015: Jordskott
- 2017: Jordskott II

## Teatro
- 1992: Pippi Långstrump como Annika[4]